# 岡山県総合グラウンド陸上競技場
岡山県総合グラウンド陸上競技場（おかやまけんそうごうグラウンドりくじょうきょうぎじょう）は、岡山県岡山市北区の岡山県総合グラウンド内にある陸上競技場兼球技場。施設は岡山県が所有し、一般社団法人岡山県総合協力事業団が指定管理者として運営管理を行っている。
倉敷市に事業所（西日本製鉄所）を有するJFEスチールが命名権を取得し、2025年2月1日より「JFE晴れの国スタジアム」（ジェイエフイーはれのくにスタジアム、略称「JFEス」）の呼称を用いている（詳細は後述）。なお、ネーミングライツ導入以前の愛称は桃太郎スタジアム（ももたろうスタジアム）。

## 概要
旧日本陸軍の練兵場跡地に整備された「岡山県営津島運動公園」の陸上競技場として1957年に竣工、1960年に津島運動公園が「岡山県総合グラウンド」に改称され、以降1962年開催の第17回国民体育大会の主会場を始め、陸上競技を中心に全県規模の大会に多く使用されてきた。
2005年開催の第60回国民体育大会（晴れの国おかやま国体）の主会場として使用することを目的に2001年3月から全面的な改築を開始、2003年5月に竣工した。トータルデザインは地元岡山市出身のプロダクトデザイナー水戸岡鋭治（ドーンデザイン研究所）が担当した。
2005年の国体開催計画当初は、近接する岡山武道館建設時に発掘された津島遺跡が1971年に国の史跡に指定されていたため、岡山市古都南方（上道駅と大多羅駅の中間付近）の用地に建設予定であったが、県の財政難で当競技場の改修に計画を変更した経緯がある。そのため、遺跡を保護する目的で、建物を鉄骨基盤にして軽量化を図った他、遺跡から発掘された調度品と県内のスポーツ選手の資料を集めた展示コーナー「遺跡&スポーツミュージアム」を併設し、2008年度に津島遺跡が復元された。また、環境を考慮してスタジアム周辺の樹木は伐採せず、そのまま保存している。
スタジアム正面玄関の前には岡山県出身の女子陸上競技選手：人見絹枝（1928年アムステルダムオリンピック女子800m銀メダル獲得者）の銅像が建立されており、人見像のほど近くには同じ岡山県出身の女子陸上競技選手：有森裕子（オリンピック2大会連続女子マラソンメダリスト）の銅像も建立されている。

## 沿革
- 1955年 山口県との誘致合戦の末に国民体育大会の開催が決定。その後、陸軍練兵場跡地にプール・体育館・球技場等と共に建設が始まる
- 1957年 開場
- 2001年3月 改築工事着工。
- 2003年5月 竣工、岡山県総合グラウンド陸上競技場の愛称が岡山県に伝わる童話にちなみ「桃太郎スタジアム」になる
- 2010年3月 ネーミングライツで「kankoスタジアム」に名称変更
- 2013年8月4日　J2リーグ戦/ファジアーノ×ガンバ大阪が開催（入場者数は18,269人で当スタジアムにおけるJリーグ公式戦最多動員を記録）
- 2015年3月 ネーミングライツで「シティライトスタジアム」に名称変更
- 2022年11月14日 大型映像装置の更新工事が着工。2023年3月24日完成。
- 2025年2月 ネーミングライツで「ＪＦＥ晴れの国スタジアム」に名称変更

## 施設設備
- 日本陸上競技連盟第1種公認
- 陸上用トラック：400m×9レーン（全天候舗装）
- 天然芝フィールド：106m×72m
- 雨天走路（バックスタンド下に設置）
- 大型映像装置（スーパーカラービジョン）
- ナイター設備：照明塔2基・メインスタンド庇先端部投光器(1,500Lx)
- 収容人員：20,000人(メインスタンド約8,200人、バックスタンド約7,400人、コーナースタンド=芝生席)
  - 屋根はメインスタンドのみにあるが、Jリーグクラブライセンス制度のB等級（キャパシティの3分の1以上を覆うこと）を満たしていないため、Jリーグからファジアーノ岡山に対して是正勧告を行っている。Jリーグでは芝生席を座席とはみなさない取り決めのため、実勢収容人員は15,479人として届け出ている。
  - コーナー部（ゴール裏）は狭いため、ファジアーノ主管試合において、アウェーチームの応援席はバックスタンドの第2コーナー付近に設置されている。
- 太陽光発電を採用

### 補助グラウンド
- 日本陸上競技連盟第3種公認
- 陸上用トラック：400m×8レーン（全天候舗装）
- 天然芝フィールド：106m×72m

## 施設命名権
| 命名権による呼称       | 契約企業             | 契約料年額（万円） | 契約期間                   |
| ---------------------- | -------------------- | ------------------ | -------------------------- |
| kankoスタジアム        | 尾崎商事株式会社     | 1,000              | 2010年3月1日-2015年2月28日 |
| シティライトスタジアム | 株式会社シティライト | 1,620              | 2015年3月1日-2020年2月28日 |
| シティライトスタジアム | 株式会社シティライト | 1,800              | 2020年3月1日-2025年1月31日 |
| JFE晴れの国スタジアム  | JFEスチール株式会社  | 3,000              | 2025年2月1日-2030年7月31日 |

### kankoスタジアム
2009年11月19日、岡山市北区に本社を置く学生服製造の尾崎商事（2013年に「菅公学生服」に社名変更）が命名権を取得。契約期間は2010年3月1日から5年間、年額1,000万円で、同日より「kankoスタジアム」（略称「カンスタ」）の呼称を用いた。「kanko」は2013年7月まで同社で使用されていた学生衣料のブランド名（現在のブランド表記はKANKO）。

### シティライトスタジアム
2015年2月末での菅公学生服との契約満了を受けて「年額1,500万円以上」の条件で命名権を再募集し、岡山市南区に本社を置く自動車売買業のシティライトが命名権を取得。契約期間は2015年3月1日から5年間、年額1,620万円で、同日より「シティライトスタジアム」（略称「Cスタ」）の呼称を用いた。
その後シティライトは2020年3月1日から2025年1月31日まで4年11か月の契約延長を行った。この間の命名権料は年額1,800万円に上がっている。

### JFE晴れの国スタジアム
シティライトとの命名権契約が2025年1月末で切れるのを前に、岡山県は新たな命名権者を公募。6社から応募があり、選考の結果、倉敷市に事業所（西日本製鉄所）を有するJFEスチールが命名権者に決定し、岡山県のキャッチコピーである「晴れの国」を冠した「JFE晴れの国スタジアム」となることが決定した。契約期間は2025年（令和7年）2月1日から2030年7月末までの5年6か月で、命名権料は年額3,000万円（税別）。

## 開催された主なイベント・大会

### 陸上競技
- 第51回全日本実業団対抗陸上競技選手権大会（2003年）※桃太郎スタジアム（当時の愛称）のこけら落としとして開催
- 秩父宮賜杯第57回西日本学生陸上競技対校選手権大会（2004年）
- 第60回国民体育大会 秋季大会開会式・陸上競技会（2005年）
- 第41回全国ろうあ者体育大会陸上競技大会（2007年）
- 第57回全日本実業団対抗陸上競技選手権大会（2009年）
- 第48回全国聾学校陸上競技大会岡山大会（2011年）
- 第33回全日本マスターズ陸上競技選手権大会（2012年）
- 平成28年度 全国高等学校総合体育大会 陸上競技大会（2016年）
- 第75回全日本医歯薬獣医大学対校陸上競技選手権大会（2018年）
- 天皇賜杯第94回日本学生陸上競技対校選手権大会（2025年）
- 中国五県陸上競技対抗選手権大会
- 中国四国学生陸上競技対校選手権大会
- 中国高等学校陸上競技対校選手権大会
- 中国高等学校新人陸上競技大会
- 中国中学校陸上競技選手権大会
- 岡山県高等学校総合体育大会陸上競技大会
- 岡山県中学校総合体育大会陸上競技大会
- 岡山陸上競技カーニバル大会
- 岡山県陸上競技記録会、長距離記録会
- 岡山県学童陸上フェスティバル
- 岡山県学童陸上競技大会
- おかやまマラソン
- 山陽女子ロードレース、他

### サッカー
- 日本プロサッカーリーグ（Jリーグ）公式戦（1992年、2004年-2006年までは地方会場扱い、2009年以後ファジアーノ岡山FCのホームスタジアムとして開催）
  - ファジアーノ岡山FCのホームゲーム（2008年は日本フットボールリーグ（JFL）、2009年以後Jリーグ。2013年以後は2015年の1試合を除く全主催試合を開催）
- ファジアーノ岡山ネクストの公式戦（2014年JFLで本拠地として使用）
- ジャパンフットボールリーグ・ヴィッセル神戸主催試合（1995・1996年一部）
- 天皇杯全日本サッカー選手権大会
- JSL東西対抗戦（1981年）
- 岡山県高等学校サッカー選手権大会

### ラグビー・アメフト
- セリオカップアメフトフェスタ in OKAYAMA
- ラグビートップリーグ/クボタスピアーズ×三洋電機ワイルドナイツ（2008年）

### その他
- 第17回国民体育大会（1962年）
- 昭和52年度全国高等学校総合体育大会（1977年）
- 第60回国民体育大会（晴れの国おかやま国体）（2005年）
- 平成28年度全国高等学校総合体育大会（2016年）

## アクセス

### 電車
- JR岡山駅西口から北へ徒歩約20分（約1.5 km）[10][11]。
- JR法界院駅から南東へ徒歩約10分（約700m）

### バス
- JR岡山駅東口・7番乗り場から岡電バス・中鉄バス 津高台団地行、国立病院行、免許センター行、「スポーツセンター前」「学南町」または「岡山大学筋」で下車[10][11]。
- JR岡山駅西口・22番乗り場から岡電バス、岡山理科大学行「スポーツセンター前」または「学南町」で下車[11]。
- 岡山駅西口バスターミナルから岡山大学方面へ徒歩約20分。

### 自動車
- 山陽自動車道・岡山インターチェンジから南へ車で約15分（約7km）[11]
- 岡山空港から車で約30分[11]
- ファジアーノはホームゲーム開催時に近隣駐車場（要事前予約）または岡山駅西口パーキングの利用を呼びかけている[11]。

## 岡山県総合グラウンド内のその他施設
- 岡山県総合グラウンド体育館（ジップアリーナ）
- 岡山県野球場
- 岡山武道館

## ギャラリー

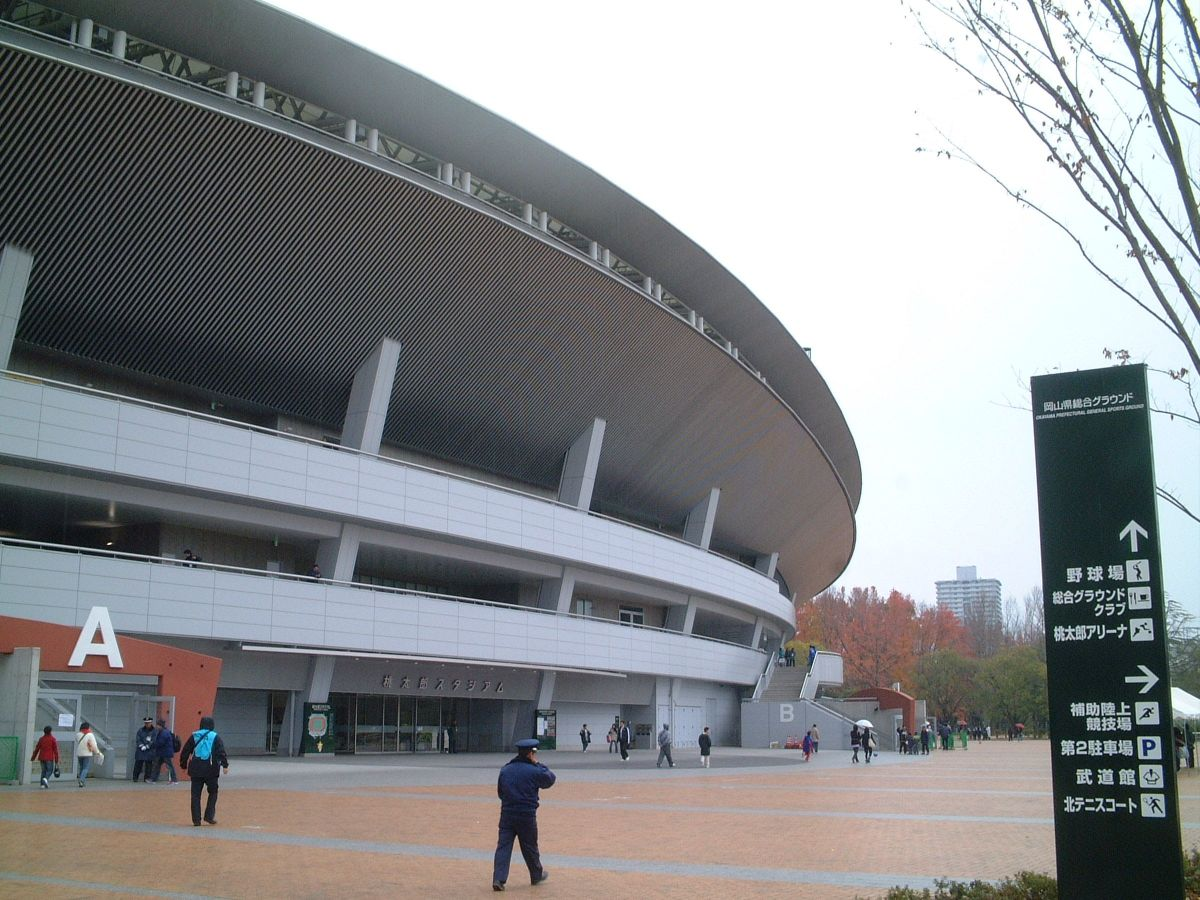
正面入口。2010年2月まで付けられていた「桃太郎スタジアム」の愛称が見える
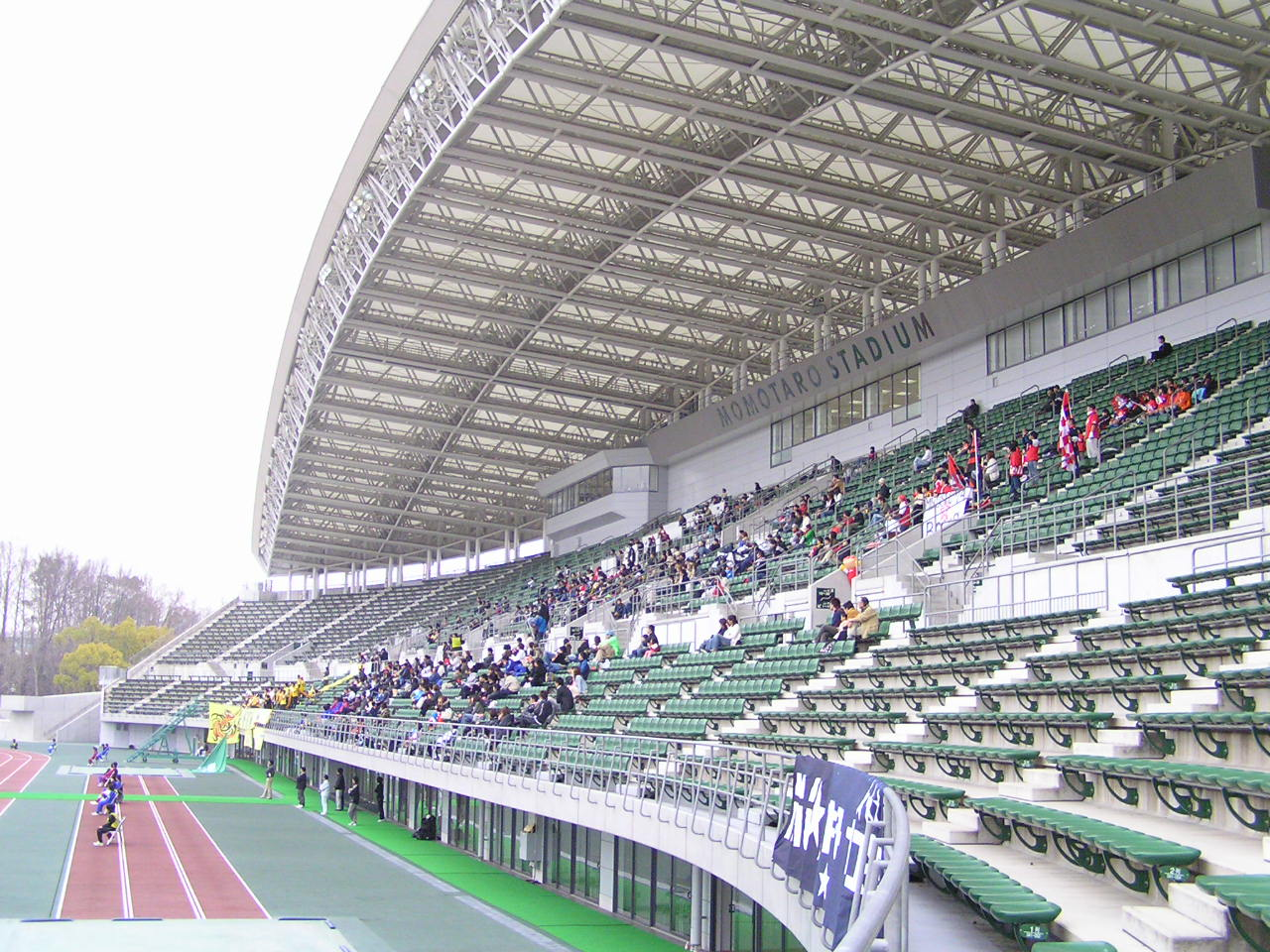
メインスタンド
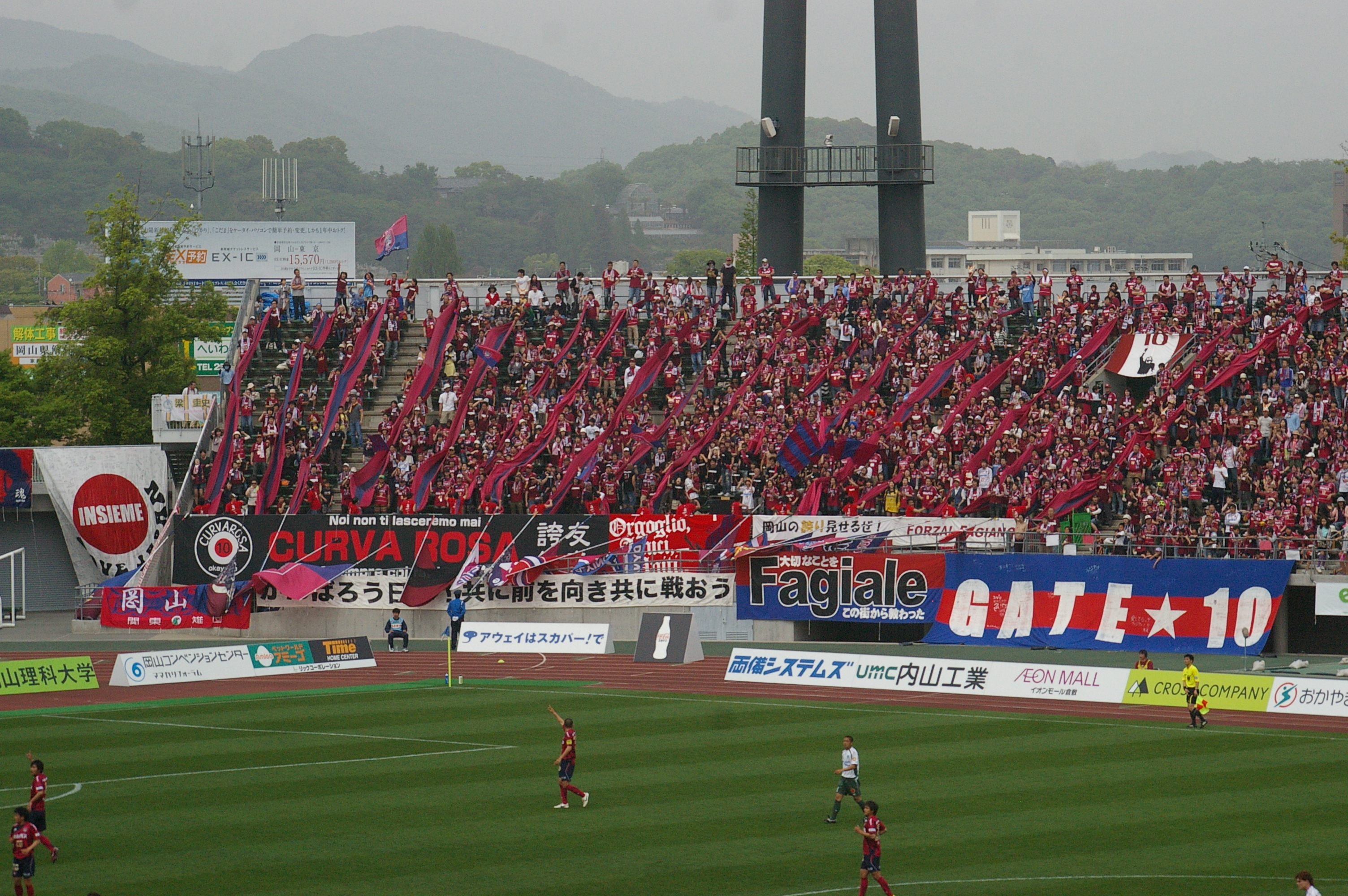
バックスタンド。ファジアーノのサポーターの応援席となっている。
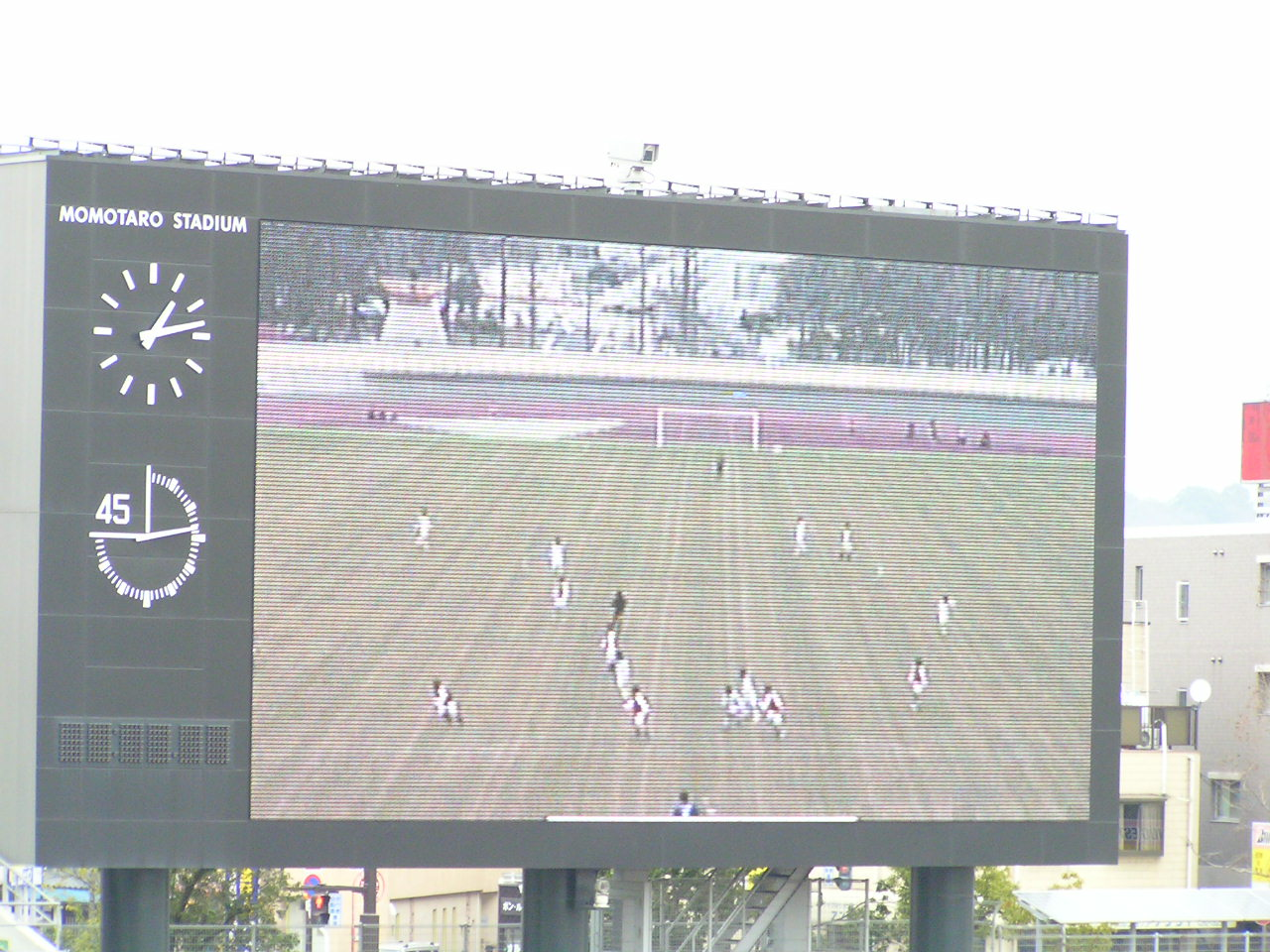
大型映像装置
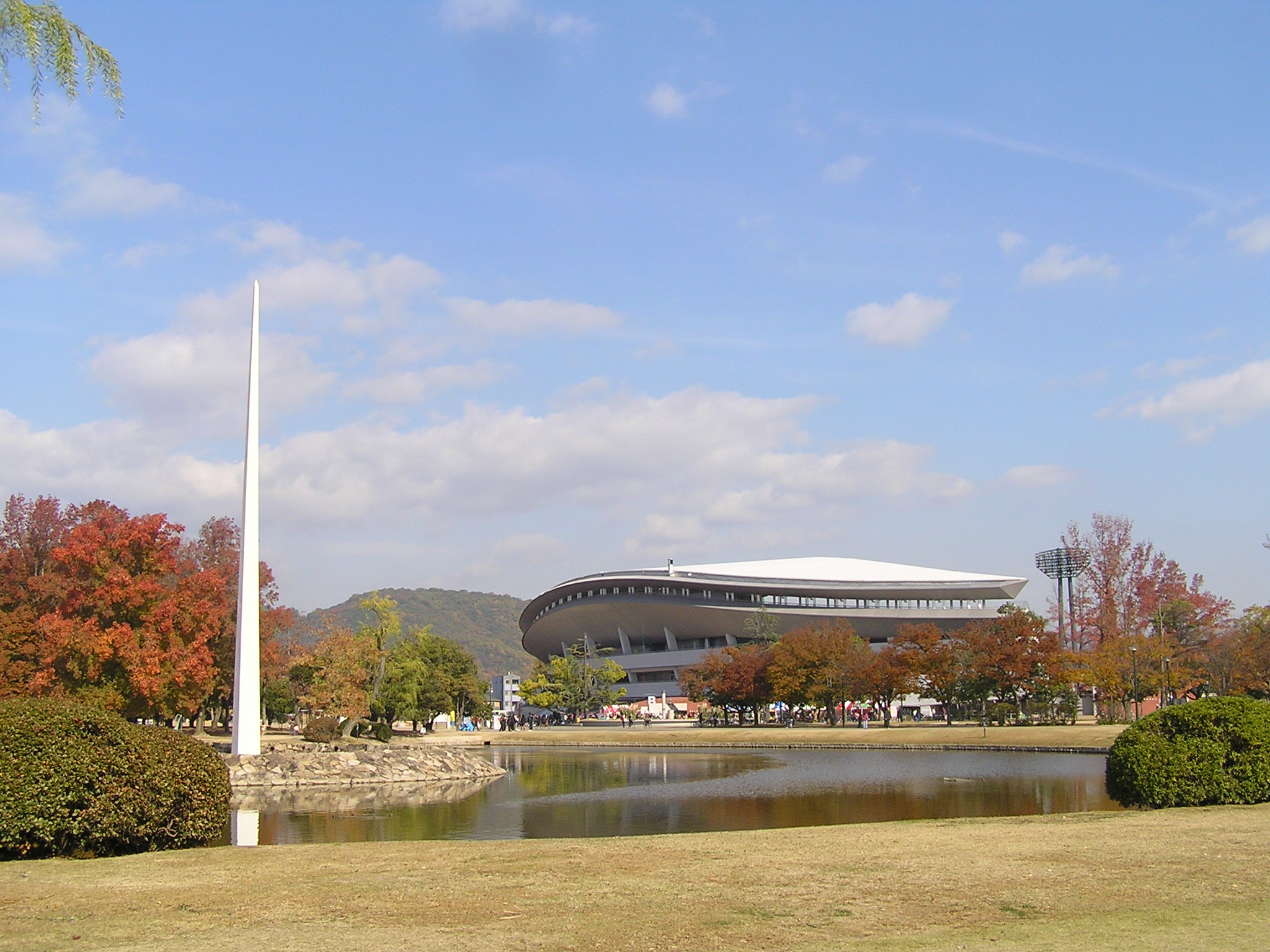
公園南側からスタジアムを臨む
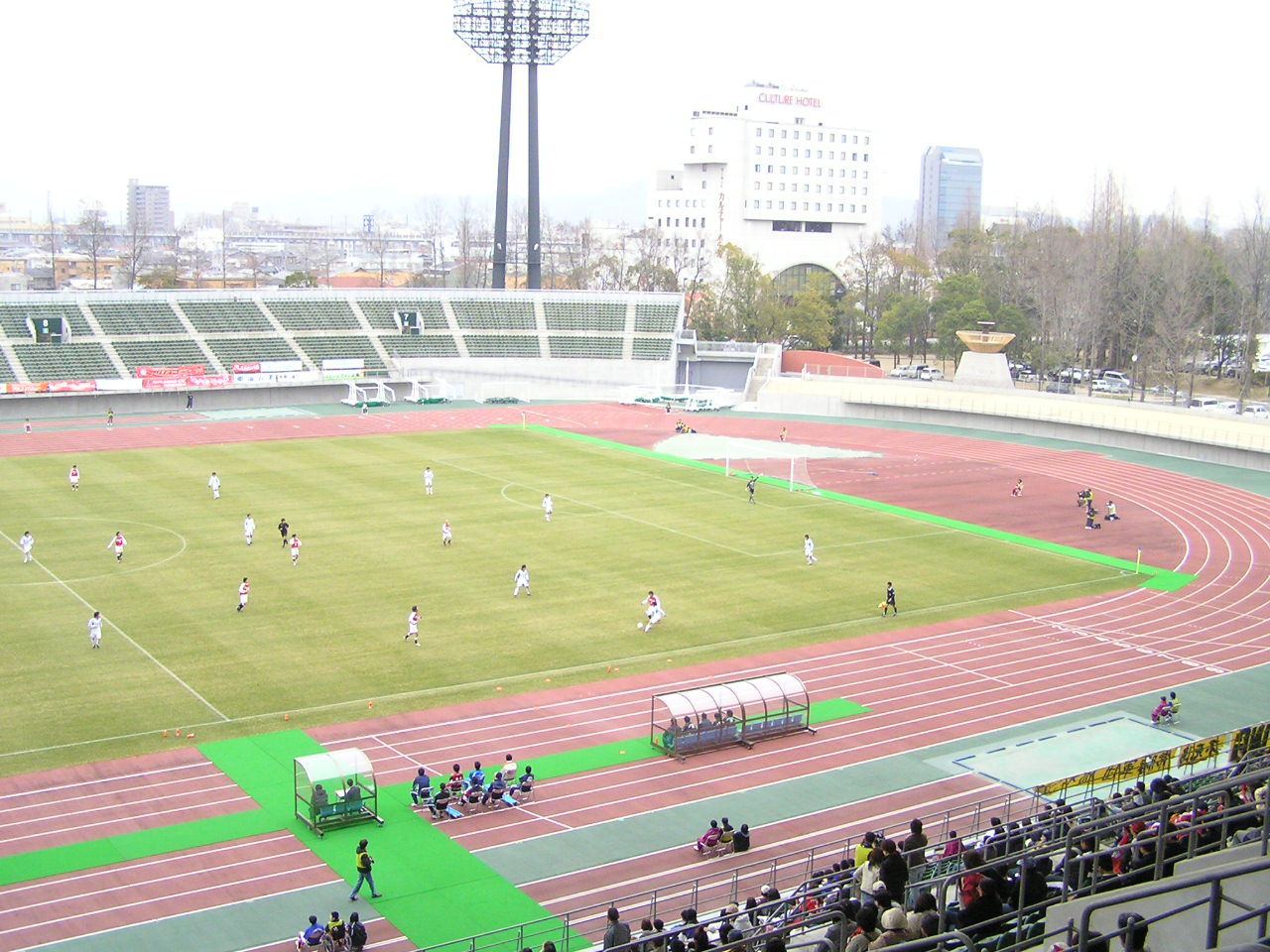
メインスタンド側からフィールドを臨む
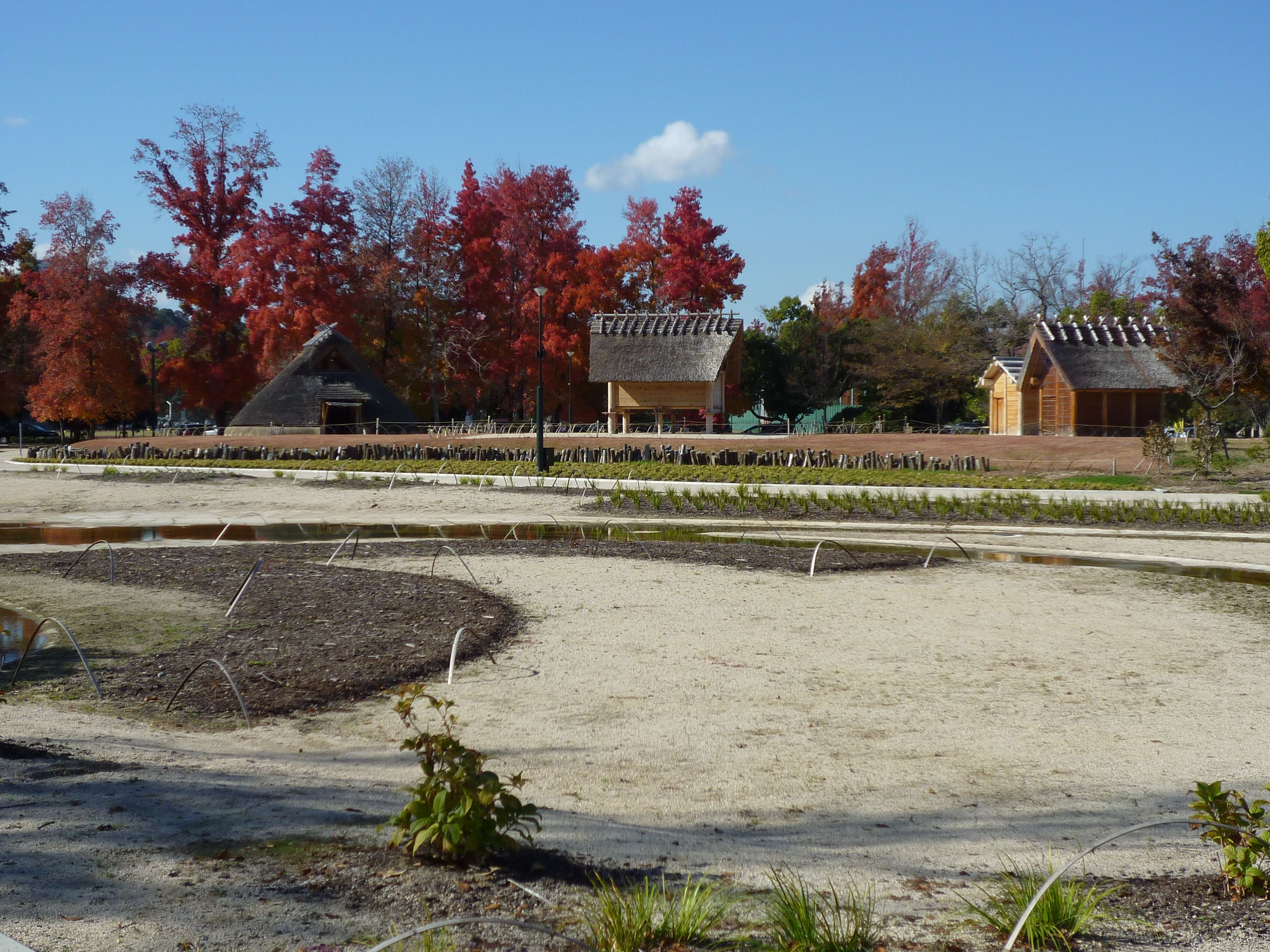
公園内に復元された津島遺跡